# Denise Milani
Denise Milani (Frýdek-Místek, 24 de abril de 1976) é uma modelo erótica checa.

## Biografia
A sua língua materna é o checo e seu segundo idioma o inglês, porém também fala italiano, polaco, russo e alemão. Denominada como "a nova rainha do erotismo", e conhecida por seus grandes seios artificiais, é atualmente uma das modelos mais famosas de sua geração, embora nunca revele as partes mais íntimas de seu corpo.
Ela emigrou para Los Angeles, Estados Unidos, onde trabalhou como Fisioterapeuta. Desde então vive no sul da Califórnia.
Denise Milani começou sua carreira de modelo em 2005, depois de ser descoberta por SPORTSbyBROOKS, um popular site de desporto, que a convidou para trabalhar como modelo e ela de imediato aceitou a oferta. Desde então, apareceu em muitos vídeos de seminu e em revistas ilustradas. Uma grande parte de seus vídeos foi produzida pela Periscope Media.
Foi coroada Miss Bikini World 2007.
A sua popularidade tem vindo a aumentar rapidamente e é considerada uma das mulheres mais belas do mundo, com um número muito grande de fãs internacionais, e vem sendo muito procurada para modelar. Na votação das 99 mulheres mais sexys do mundo de 2009 realizada pela versão britânica do site AskMen.com, ela ficou na 33ª posição.